# Topólne
Topólne (en (ucraïnès): Топольне, rus: Топольное) és un poble de la República Autònoma de Crimea, a Ucraïna, que el 2014 tenia 181 habitants. Pertany al districte de Simferòpol.